# 海岸物語 昔みたいに…
『海岸物語 昔みたいに…』（かいがんものがたり むかしみたいに）は、1988年に木下プロダクション（後のドリマックス・テレビジョン、現：TBSスパークル）とTBSが製作した日本のテレビドラマ。脚本は『金曜日には花を買って』などを手がけた松原敏春。
ドラマの舞台となった鎌倉山のパン屋「ボンジュール」は当時話題となった。江ノ島、江ノ電、湘南モノレール等、湘南海岸周辺の風情が効果的に使われた。また主人公である達也（奥田瑛二）の住居は、青山・同潤会アパート（表参道ヒルズ）という設定だった。

## あらすじ
サラリーマン生活10年。画家志望だった達也は広告代理店につとめていた。2年間達也と同棲した信子は達也が引き止めるのを振り切り、達也のアパートを出ていった。信子が出て行くその日、ボンジュールの閉店を知らせるハガキを達也は目にした。ボンジュールは達也たち（＋良平・進）が憧れていた「朋子さん」の父親が経営する鎌倉山（湘南）のパン屋だった。ひょんなことからその昔、達也と良平と進は、この店に半ば住み込み、パン作りのバイトをやっていた。閉店の知らせが気になり、久しぶりにボンジュールを訪ねた達也は、フランスにいるはずの「朋子さん」と10年ぶりに再会した。
成り行きといくつかの思惑から、達也ら3人が週末パン作りを行い、新たに加わった女性2人がパンの販売を手伝うことで、ボンジュールは土日限定で営業を存続することになる。湘南の海を散歩、営業後はテーブルをかこんでみんなで食事、昔どおりお揃いのバーバリー（エンブレム付JK）を着て、「朋子さん」とのラミー…。達也たちにとって、一番楽しかった青春時代に舞い戻ったかのような、心地よい空間、心地よい時間だった。
達也が中川真弓と一夜限りの関係をもったことがきっかけで、男女7人の関係がぎくしゃくしはじめる。悪い人はいないのに、誰もがどんどん傷ついていってしまう。いくつかの出来事が積みかさなるうち、楽しかった過去にはもう戻れないという当たり前の事実にぶち当たる。
進は証券会社を辞め、実家のある大阪で出直しをはかる。「朋子さん」は娘との生活を優先させ、フランスに戻っていく。達也はもう一度絵筆をにぎり、かつての夢を取り戻そうとする。

## キャスト
- 村上達也 - 奥田瑛二
- 金子百合 - 麻生祐未
- 水島朋子 - 久保京子
- 佐野良平 - 渡辺裕之
- 中川真弓 - 賀来千香子
- 郷原進 - 島田紳助
- 田宮信子 - 山口美江
- 金子英一郎 - 小坂一也
- 大杉謙介 - 仲本工事（ザ・ドリフターズ）
- 山崎次郎 - 長塚京三
- 坂本 - 伏見哲夫
- 君子 - 馬渕よしの

## サブタイトル
- 第1回 - 再会の時
- 第2回 - パンと男たち
- 第3回 - 海と女たち
- 第4回 - 私のさくらんぼ
- 第5回 - 誘惑しないで
- 第6回 - 雨にボンジュール
- 第7回 - 描きかけの絵
- 第8回 - 君には笑顔が似合う
- 第9回 - 激情海流
- 第10回 - 焦げたフランスパン
- 第11回 - 海を見つめて
- 最終回 - 想い出に別れを告げて

## スタッフ
- 企画：飯島敏宏
- 脚本：松原敏春
- プロデューサー：松本健、浜井誠
- 演出：松本健、山田高道
- 主題歌：山下達郎「GET BACK IN LOVE」

## その他
- キャスト紹介は奥田→麻生→渡辺→山口→久保の順で、トメは賀来、トメの1つ前が紳助だった。
- 『行列のできる法律相談所』において、紳助が本作品に出演した際、途中で降板したくて仕方なかったという旨の発言をしたことがある。
- 『サラリーマンNEO Season6』（NHK）のコーナー「君子、46歳のメモ」（2011年8月16日放送）で、麻生祐未・主演のコントで「GET BACK IN LOVE」が流れる。23年振りに同じ組み合わせでの演出があった。
- 現在に至るまで、DVD化はされていない。